# Sedum brevifolium
Sedum brevifolium, el arrocillo de los muros, es una planta de la familia de las crasuláceas.

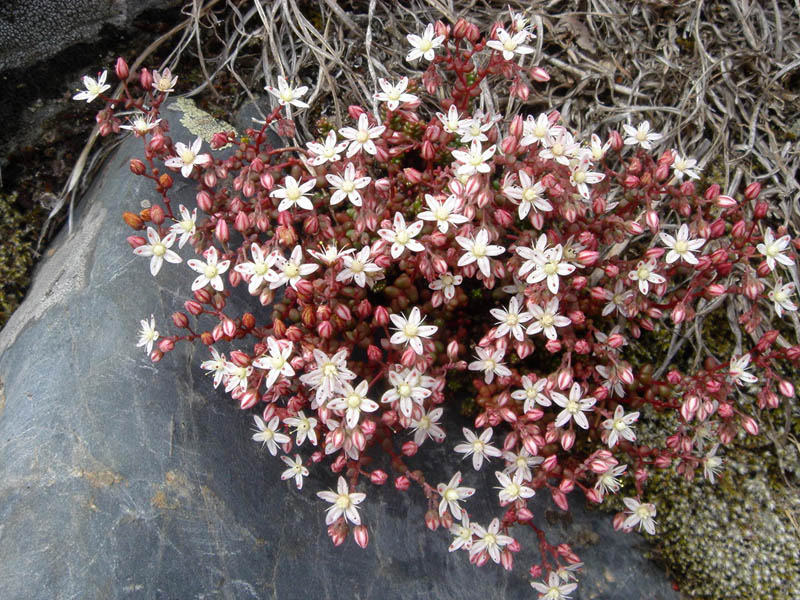
En su hábitat

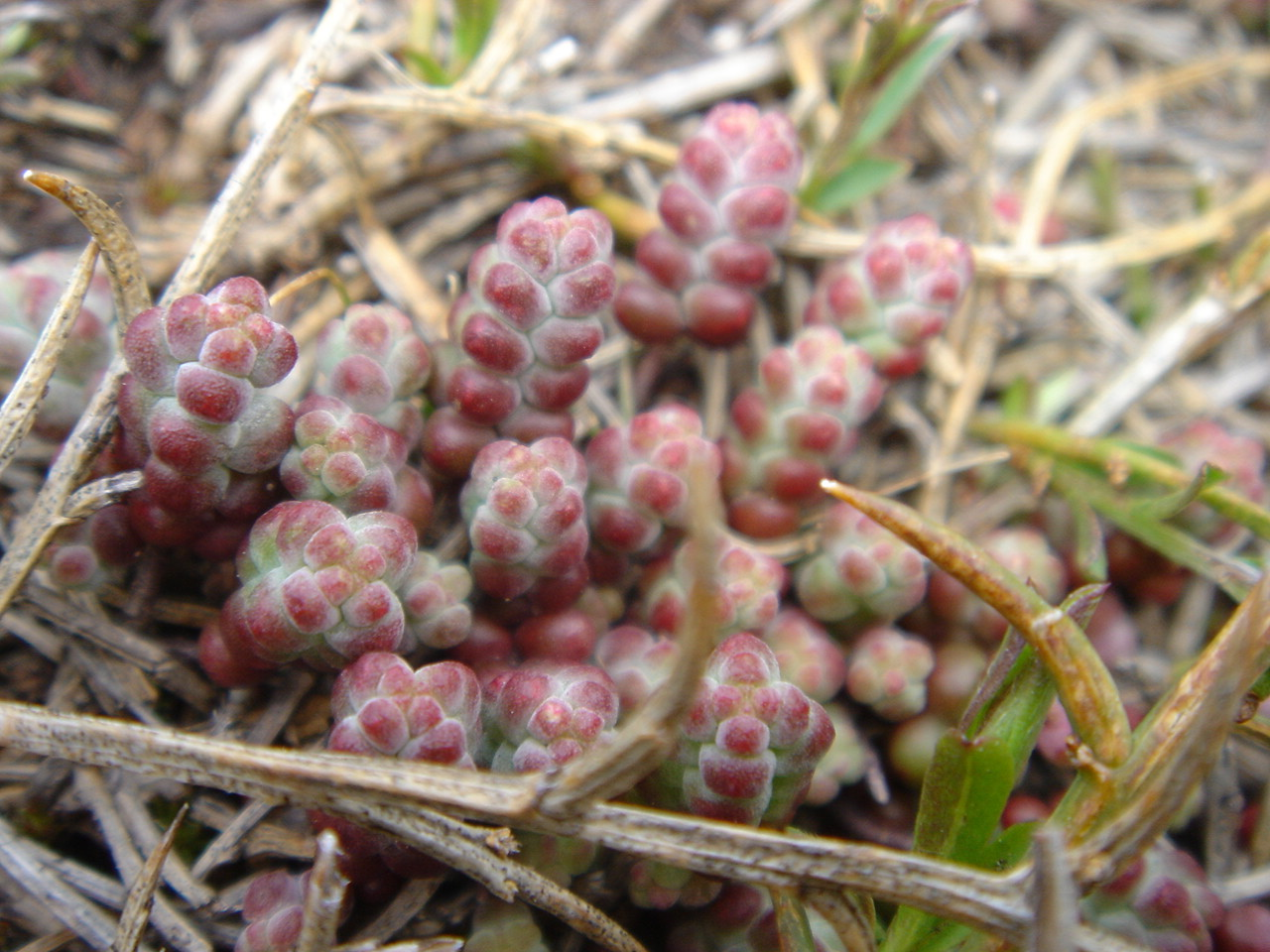
Detalle de las hojas

## Características
Hierba vivaz, verdosa, rojiza o rosada, densamente cespitosa. Tallos erectos, simples o poco ramificados, algo leñosos en la base, de hasta 14 cm de altura. Hojas de ovoideas a subesféricas, de hasta 2(-3) mm de diámetro, carnosas; las hojas de los tallos floríferos son casi opuestas, las de los tallos estériles se disponen densamente imbricadas en 4 filas: Flores situadas al final de los tallos; 5 sépalos ovados de hasta 1,5 mm de longitud; 5 pétalos libres de 3-5 mm, de color blanco o algo rosado; con franjas longitudinales marrones o rojizas; 10-12 estambres. Fruto constituido por varios folículos glabros de 2-3,5 mm de longitud. Florece en primavera y verano.

## Hábitat
Frecuente en prados de cumbres, pedregales, fisuras de rocas.

## Distribución
Nativa del norte de África : Marruecos, del sur de Europa: Francia, incluida Córcega;  Italia, incluida Cerdeña; Portugal y España (incluido Andorra), donde se encuentra esparcida por todo el territorio peninsular, excepto el litoral del Levante.

## Taxonomía
Sedum brevifolium fue descrita por Augustin Pyrame de Candolle y publicado en Mémoires de la Société d'agriculture du départment de la Seine 2: 79 1808.
Etimología
Ver: Sedum
brevifolium: epíteto latino que significa "con hojas pequeñas".
Sinonimia
- Oreosedum brevifolium (DC.) Grulich
- Sedum sphaericum Lapeyr.
- Sedum brevifolium var. cineritium Merino
- Sedum cineritium (Merino) Merino
- Sedum dasyphyllum subsp. brevifolium (DC.)Rouy & E.G.Camus in Rouy & Foucaud[6][7]